# Дзьоган
Дзьога́н (Veniliornis) — рід дятлоподібних птахів родини дятлових (Picidae). Представники цього роду мешкають в Центральній і Південній Америці.

## Опис
Дзьогани — невеликі дятли, середня довжина яких становить 13–20 см, а вага 23–46 г. Верхня частина тіла у них переважно оливкова, нижня частина тіла світліша, поцяткована темними смужками. Дзьогани схожі на представників роду Дятел-смугань (Piculus), однак дзьоби і хвости у дзьоганів коротші.

## Види
Виділяють чотирнадцять видів:
- Дзьоган малий (Veniliornis passerinus)
- Дзьоган болівійський (Veniliornis frontalis)
- Дзьоган смугастокрилий (Veniliornis spilogaster)
- Дятел смугастохвостий (Veniliornis mixtus)[7][8]
- Дятел чилійський (Veniliornis lignarius)[7][8]
- Дзьоган вогнистокрилий (Veniliornis callonotus)
- Дзьоган жовточеревий (Veniliornis dignus)
- Дзьоган смугасточеревий (Veniliornis nigriceps)
- Дзьоган мангровий (Veniliornis sanguineus)
- Дзьоган червоногузий (Veniliornis kirkii)
- Дзьоган червонокрилий (Veniliornis affinis)
- Дзьоган колумбійський (Veniliornis chocoensis)
- Дзьоган гаянський (Veniliornis cassini)
- Дзьоган багійський (Veniliornis maculifrons)

## Етимологія
Наукова назва роду Veniliornis походить від сполучення наукової назви роду Venilia Bonaparte, 1850 і слова дав.-гр. ορνις — птах.